# Zeev Sternhell

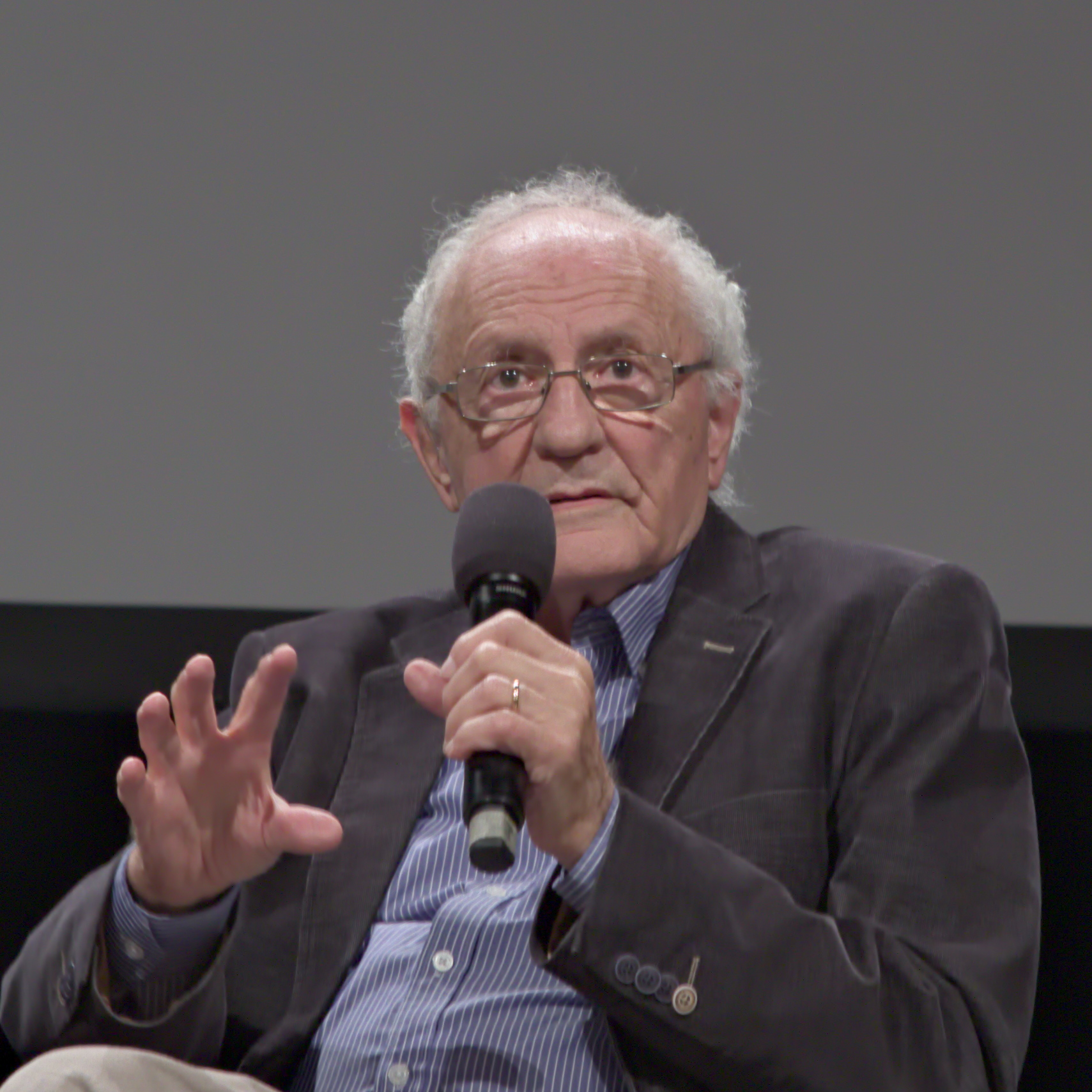
Zeev Sternhell (2016)

Zeev Sternhell (geboren 10. April 1935 in Przemyśl, Polen; gestorben 21. Juni 2020 in Jerusalem, Israel) war ein israelischer Politologe und Historiker. Er war Léon-Blum-Professor für Politikwissenschaften an der Hebräischen Universität Jerusalem. Sternhell emigrierte 1951 nach Israel und lebte in Tel Aviv. Bekannt wurde er vor allem durch seine Forschungen zum Faschismus.

## Leben
Sternhells Vater war ein wohlhabender Tuchhändler; er starb früh. Seine Mutter und seine Schwester wurden Opfer des Holocaust. Sternhell wurde im Zwangsghetto in Przemyśl Zeuge zahlreicher brutaler Morde und Menschenjagden durch die deutschen Besatzer. Er konnte gemeinsam mit seiner Tante und seinem Onkel aus dem Ghetto fliehen und überlebte mit der Hilfe zweier katholischer polnischer Familien. Nach Kriegsende wurde er katholisch getauft und gelangte schließlich 1946 mit einem Kindertransport des Roten Kreuzes nach Frankreich. Im Alter von 16 Jahren emigrierte er unbegleitet nach Israel.
Ab 1957 studierte er an der Hebräischen Universität Jerusalem Geschichte und Politikwissenschaften und erwarb 1960 einen Bachelor-Abschluss. 1964 erhielt er den Magister in Politikwissenschaften. Von 1961 bis 1964 arbeitete er als Lehrassistent an der politikwissenschaftlichen Fakultät der Hebräischen Universität, bevor er für zwei Jahre mit einem Forschungsstipendium nach Paris ging. Von 1966 bis 1968 unterrichtete er wieder an seiner Heimatfakultät, ab 1969 als Dozent. 1969 erwarb er am Institut d’études politiques de Paris mit der Dissertation Die gesellschaftlichen und politischen Ideen Maurice Barrès den Doktorgrad. 1972 war er dort Gastdozent. Ab 1973 wirkte er wieder an der Hebräischen Universität Jerusalem: zunächst übernahm er eine volle Dozentur für Politische Theorie, von 1975 bis 1977 leitete er dann das Levi-Eschkol-Institut für Sozialforschung und parallel dazu von 1975 bis 1978 die Fakultät für Politikwissenschaften. Ab 1977 war er dort beigeordneter und ab 1982 ordentlicher Professor für Politikwissenschaften. 1989 wurde er zum Léon-Blum-Professor an der Spitze der Fakultät gewählt und 2003 emeritiert. Er nahm zahlreiche internationale Fellowships und Gastprofessuren wahr.
Sternhell nahm als Soldat der israelischen Streitkräfte an mehreren Kriegen teil. Zunächst als Kommandeur einer Einheit der Golani-Brigade im Suezkrieg 1956, später bis zum Libanonkrieg 1982 als Reservist.
Eine seiner zwei Töchter, Yael Sternhell, ist ehemalige Fernseh-Nachrichtenmoderatorin und lehrt als promovierte Historikerin an der Universität Tel Aviv. Zeev Sternhell starb am 21. Juni 2020 im Alter von 85 Jahren.

## Werk und Rezeption
Sternhells Arbeiten über Maurice Barrès und die französische extreme Rechte und den Nationalismus in Frankreich: Maurice Barrès et le nationalisme français (1972); La droite révolutionnaire, les origines françaises du fascisme (1978, 1984); Ni droite, ni gauche. L’idéologie fasciste en France (1983, 1987) machten ihn als Historiker bekannt. In diesen Arbeiten entwickelte Sternhell einen streng ideengeschichtlichen Faschismusbegriff. Dies brachte ihm den Vorwurf „einer nahezu vollständigen Abkopplung der Ideen- von der Realgeschichte“ ein.  Die faschistische Ideologie entsteht seiner Ansicht nach aus einer Fusion antimarxistischer bzw. antimaterialistischer Strömungen des Sozialismus mit dem radikalen Nationalismus. Sternhell kennzeichnete den Faschismus als „revolutionär“ und grenzte ihn strikt von der „traditionellen“ Rechten ab. Er vertrat die These, dass in Frankreich – vom Boulangismus bis zum Cercle Proudhon am Vorabend des Ersten Weltkrieges – schon seit den 80er und 90er Jahren des 19. Jahrhunderts eine mehr oder weniger entwickelte faschistische Rechte existiert habe, zu deren intellektuellen Vertretern er Charles Péguy, Maurice Barrès, Édouard Drumont, Charles Maurras und Georges Valois zählte.
Sternhells Veröffentlichungen wurden in Frankreich und in der englischsprachigen Forschung kontrovers diskutiert (in Deutschland aber lange Zeit kaum beachtet). So hat William D. Irvine den Boulangismus zwar ebenfalls als protofaschistisch charakterisiert, aber Sternhells Verweis auf dessen „linke“ Wurzeln zurückgewiesen und ihn als Bündnis „alter“ Konservativer und radikaler Nationalisten bzw. als „tiefgreifende Transformation der traditionellen, konservativen Rechten“ beschrieben. Selbst wenn man, wie Sternhell, die ideologischen Dokumente „zum Nennwert“ akzeptiere, sei der französische Faschismus eindeutig auf der politischen Rechten und damit unmöglich in einer „revolutionären“ Traditionslinie zu verorten. Konservative französische Historiker wie René Rémond wiesen Sternhells Thesen dagegen vor allem deshalb zurück, weil sie ihrer traditionellen Sichtweise widersprachen, dass der Faschismus in Frankreich immer randständig gewesen und erst in der Zwischenkriegszeit „von außen“ importiert worden sei. Höhepunkt dieser Auseinandersetzungen war 1983 eine Klage des Ökonomen Bertrand de Jouvenel, der zu den einflussreichsten französischen Intellektuellen der Nachkriegsjahrzehnte gehört hatte und sich (wegen seiner politischen Positionen in den 30er und 40er Jahren) von Sternhell als Faschist und Kollaborateur verunglimpft sah.
1996 folgte eine viel beachtete Untersuchung über die Entstehung Israels und den Zionismus: Aux origines d’Israel (1996). 1999 erschien eine deutsche Übersetzung seiner zuerst 1989 veröffentlichten Arbeit Naissance de l'idéologie fasciste, wodurch Sternhell auch in Deutschland einem breiteren Fachpublikum bekannt wurde. In dieser Schrift bezeichnete er Frankreich erneut als „eigentliche Wiege des Faschismus“, dehnte die Untersuchung der ideologischen Genese des Faschismus aber auf Italien aus. In einem etwas später veröffentlichten Aufsatz stellte Sternhell die faschistische Ideologie in einen Zusammenhang mit Geisteshaltungen, die sich – wie der Historismus oder die politische Philosophie Edmund Burkes – gegen die Aufklärung und die Moderne richteten: „Die Attraktivität der Lösungen, die die radikale Rechte anzubieten hatte, war umso größer, da die faschistische Ideologie einfach den harten Kern und die radikalste Variante eines sehr viel weiter verbreiteten und sehr viel älteren Phänomens darstellte: eine umfassende Revision der essentiellen Werte des humanistischen, rationalistischen und optimistischen Erbes der Aufklärung. Am Ende des 19. Jahrhunderts nahm die Abwendung von der Aufklärung wahrlich katastrophische Ausmaße an und fegte über weite Teile des kulturellen Europa hinweg.“
Sternhell war dabei einer der entschiedensten Gegner der Zwillingstheorie von Ernst Nolte aus den 1960er-Jahren und ihrer Auffrischung durch François Furet, wonach Kommunismus und Faschismus „zugleich Komplizen und Feinde seien“ und der Faschismus sich gegen die Gefahr des „Bolschewismus“ aus dem Ersten Weltkrieg entwickelte. Diese These ist nach Sternhell – der die Entstehung des Faschismus zeitlich weit früher ansetzte und andere Ursprünge aufzeigte – nicht nur eine „Banalisierung des Faschismus und Nazismus, sondern darüber hinaus auch eine Verzerrung der wahren Natur der europäischen Katastrophe unseres Jahrhunderts“.
Sternhells Arbeiten werden als eine wesentliche Grundlage für die Erforschung des Präfaschismus und der so genannten Konservativen Revolution gesehen und stehen für Ansätze, die nicht davon ausgehen, dass die „extreme, faschistische oder faschistisch angehauchte Rechte 1945 ein für allemal begraben wurde. Diese Rechte, ob in der Spielart der Pétainisten, der Anhänger Mussolinis oder Hitlers, welche die größten Intellektuellen wie auch das einfache Volk der größten europäischen Städte umfasste, wurde nicht in den Schützengräben des Ersten Weltkriegs geboren und starb auch nicht in den Ruinen von Berlin. Was für eine Zukunft wir uns auch immer vorstellen mögen, diese Rechte wird immer Teil unserer Welt sein.“

## Politisches Engagement, Attentat am 25. September 2008
Sternhell schrieb regelmäßig politische Kolumnen in Haaretz und wurde als Mitglied von Schalom Achschaw und scharfer Kritiker der israelischen Siedlungspolitik – für ihn sind die Grenzen Israels diejenigen von 1949 – zu einer Zielscheibe des Hasses der extremen politischen Rechten in Israel.
Am 25. September 2008 wurde auf Sternhell vor seinem Wohnhaus in Jerusalem ein Bombenanschlag verübt, den er leicht verletzt überlebte. Der Polizeisprecher Micky Rosenfeld ging von einem politischen Motiv aus. 2009 verhaftete die israelische Polizei den rechtsradikalen Siedler Jakob Teitel wegen des Verdachts, für den Bombenanschlag verantwortlich gewesen zu sein.

## Auszeichnungen
Sternhell war Träger des Israel-Preises für politische Wissenschaften. Seit 2010 war er Mitglied der Israelischen Akademie der Wissenschaften. 2016 wurde er zum Mitglied der American Academy of Arts and Sciences gewählt.

## Schriften (Auswahl)
Aufsätze
- Fascist Ideology. In: Walter Laqueur (Hrsg.): Fascism. A Reader’s Guide; Analyses, Interpretations, Bibliography. Scolar Press, London 1991, ISBN 0-7045-0190-2, S. 315–376 (unveränderter Nachdr. d. Ausg. Berkeley, Calif. 1976).
  - deutsche Ausgabe: Faschistische Ideologie. Eine Einführung. überarbeitete Neuausgabe, Verbrecher Verlag, Berlin 2019, ISBN 978-3-95732-312-5 (1. Auflage 2002).
- Von der Aufklärung zum Faschismus und Nazismus. Reflexionen über das Schicksal der Ideen im 20. Jahrhundert.
  - In: Siegfried Jäger, Jobst Paul (Hrsg.): „Diese Rechte ist immer noch Bestandteil unserer Welt“. Aspekte einer neuen Konservativen Revolution. DISS, Duisburg 2001, ISBN 3-927388-78-5, S, S. 49–68.
  - In: jour fixe initiative berlin (Hrsg.): Geschichte nach Auschwitz. Unrast Verlag, Münster 2002, ISBN 3-89771-409-4, S. 61–94.

Monographien
- Neither Right nor Left. Fascist Ideology in France. Princeton University Press, Princeton Calif. 1996, ISBN 0-691-00629-6 (EA Berkeley, Calif. 1986).
  - französische Ausgabe: Ni droite, ni gauche. L'idéologie fasciste en France (= Folio, 203). Gallimard, Paris 2012, ISBN 978-2-07-044382-6 (EA Paris 1983).
- The Birth of Fascist Ideology. From cultural rebellion to political revolution. Princeton University Press, Princeton, Calif. 1994, ISBN 0-691-04486-4 (EA Berkeley, Calif. 1989, zusammen mit Mario Sznajder und Maia Asheri).
  - französische Ausgabe: Naissance de l’ideologie fasciste. Gallimard, Paris 1994, ISBN 2-07-032818-X.
  - deutsche Ausgabe: Die Entstehung der faschistischen Ideologie. Von Sorel zu Mussolini. Hamburger Edition, Hamburg 1999, ISBN 3-930908-53-0.
- The Founding Myths of Israel. Nationalism, Socialism, and the Making of the Jewish State. Princeton University Press, Berkeley, Calif. 1999, ISBN 0-691-00967-8 (als E-Book, ISBN 978-1-4008-2236-2).
  - französische Ausgabe: Aux origines d’Israël. Entre nationalisme et socialisme (= Folio Histoire, 132). Gallimard, Paris 2004, ISBN 2-07-030161-3 (EA Paris 1996)
- Maurice Barrès et le nationalisme français (= Historiques, 26). Editions Complexe, Brüssel 1985, ISBN 2-87027-164-6. (überarbeitete Fassung der Dissertation, Universität Paris 1969).
- The anti-enlightenment tradition. University Press, New Haven 2010, ISBN 978-0-300-13554-1.
  - französische Ausgabe: Anti-Lumières. Du XVIIIe siècle à la guerre fride. Fayard, Paris 2006, ISBN 2-213-62395-3.
- Histoire et Lumières. Changer le monde par la raison, Entretiens avec Nicolas Weill. Éditions Albin Michel, Paris 2014, ISBN 978-2-226-24631-8 (Lebensgeschichtliche Erinnerungen und Anmerkungen zur heutigen Politik im Gespräch).

Vor- bzw. Nachworte
- Gilbert Michlin: „Aucun intérêt au point de vue national“. La grande illusion d’une famille juive en France. Albin Michel, Paris 2001, ISBN 2-226-12140-4.
  - deutsche Ausgabe: „Nicht im Interesse der Nation“. Eine jüdische Familie in Frankreich (= Jüdische Memoiren, 18). Hentrich & Hentrich, Berlin 2013, ISBN 978-3-942271-75-2 (übersetzt von Erica Fischer).